# Август-Вільгельм Гевікер
Август-Вільгельм Гевікер (нім. August-Wilhelm Hewicker; 30 липня 1918, Гамбург — 26 листопада 1971, Ельмсгорн) — німецький офіцер-підводник, оберлейтенант-цур-зее крігсмаріне.

## Біографія
1 квітня 1937 року вступи в на флот. З серпня 1940 року — командир корабля 42-ї флотилії мінних тральщиків. З вересня 1941 по березень 1942 року пройшов курс підводника. З березня 1942 року — вахтовий офіцер в 26-й флотилії. З липня 1942 року — 1-й вахтовий офіцер на підводному човні U-566. З грудня 1942 по січень 1943 року пройшов курс командира човна. З 3 березня 1943 року — командир U-671.
4 травня 1943 року Гевікер був знятий з посади, а 11 травня понижений до матроса і засуджений до 9 місяців ув'язнення за «сумісну крадіжку і приховування скарги». 22 липня він був доставлений у військову в'язницю Анклама. 22 серпня переведений в Ратенов, де відбув покарання. 8 квітня 1944 року Карл Деніц відхилив подане Гевікером прохання про помилування. 21 квітня 1944 року він був звільнений і направлений в 1-й резервний батальйон морської піхоти. Оскільки Гевікер був висококваліфікованим офіцером, він був призначений командиром мінного тральщика M-265, яким успішно командував до грудня 1944 року. 14 вересня 1945 року подав прохання про відновлення офіцерського звання, яке було відхилене 18 лютого 1946 року.

## Звання
- Кандидат в офіцери (1 квітня 1937)
- Морський кадет (21 вересня 1937)
- Фенріх-цур-зее (1 травня 1938)
- Оберфенріх-цур-зее (1 липня 1939)
- Лейтенант-цур-зее (1 серпня 1943)
- Оберлейтенант-цур-зее (1 вересня 1941)